# Awsan
El regne d'Awsan fou un antic regne d'Aràbia del sud al modern Iemen, a la governació d'al-Bayda, que tenia per capital a Hagar Yahirr al uadi Markha, al sud del uadi Bayhan, de la qual avui queden les ruïnes anomenades Hagar Asfal. Va existir abans del segle vii aC. Al sud de Marib hi havia diverses ciutats estats o tribus independents, i el seu domini se'l disputaven Qataban i Awsan; Sabà va sostenir a aquest darrer regne contra el primer i va fer expedicions contra els petits regnes de Tamna, Radman, Dahas, i altres de situació encara desconeguda, on van deposar els reis per nomenar altres favorables. Sota el rei Karib-il Watar, successor de Yathi-amar, que devia regnar vers el 700 aC, Sabà havia aconseguit l'hegemonia a la plana del Djawf Ibn Nasir i els seus antics aliats Nashan (la principal potència en aquell moment al nord) i Awsan (al sud), van esdevenir els seus potencials rivals i enemics.
El rei d'Awsan va agafar el títol de mukarrib (federador) i va estendre la seva autoritat cap al uadi Bayhan, a l'oest, i cap al uadi Hadramaut a l'est, cosa que va provocar la intervenció del regne de Sabà, que es va aliar a Qataban i Hadramaut, i va derrotar els ausanites, segons una inscripció que informa de la victòria en termes d'un fet de gran importància pels sabeus. El seu territori fou concedit en gran part a Qataban.
D'incipients excavacions es creu que la ciutat va ressorgir al segle ii aC i va existir fins al segle i. L'interior de les seves muralles ocupava una superfície de 160.000 m². El cultius depenien de la pluja (dues vegades a l'any només) i amb els sediments que portaven els uadis es van construir dics o rescloses. Les proves del carboni 14 han demostrat que les rescloses foren abandonades a la meitat del segle I i la població es va dispersar i la ciutat no es va recuperar mai més.
La ciutat tenia influències hel·lenístiques, amb temples, palaus i estructures de rajola, segurament un mercant i un caravanserrall. Un rei d'Awsan fou l'únic rei iemenita que fou considerat un deu i la seva estàtua es conserva en estil grec i vestimenta grega, mentre les d'altres abans que ell anaven vestits a la manera àrab. Les inscripcions d'Awsan estan fetes en llengua cataban. Hagar Yahirr estava a la vora d'un uadi a l'estil d'altres capital subdaràbigues com Ma'in al uadi Djawf, Marib al uadi Adhana, Timna al uadi Bayhan, i Shabwa al uadi Irma.

## Llista de reis
Primera dinastia
- Martawum
- A Saba vers 700 aC a 200 aC

Segona dinastia
- Ilsharah I
- ---m Zaihaman
- Ma'adil I
- Yasduqil Fari'um I
- Ma'adil II Salhan ibn Yasduqil Fari'um
- Yasduqil Fari'um II Sharahat ibn Ma'adil Salhan
- Ammiyitha Ghaylan Gashmu
- a Himyar, segle i